# Ahhijawa
Ahhijawa, Ahhija – wspominane w dokumentach hetyckich państwo, które miało przejawiać aktywność polityczną i militarną na terenie zachodniej Anatolii od XV do połowy XIII wieku p.n.e. 
W 1924 po raz pierwszy nazwa państwa została zidentyfikowana z ludem Achajów przez Emila Forrera, ponieważ jednak posuwał się w utożsamieniach zbyt daleko (m.in. identyfikował postacie mitologii greckiej z postaciami występującymi w dokumentach), wiele jego tez zostało odrzuconych. Mimo to na utożsamienie ludu występującego w dokumentach z ludem Achajów zgadza się większość historyków, chociaż nadal pozostaje ono w sferze hipotez.

## Historia
Najstarszy dokument hetycki wspominający o Ahhijawie jest datowany na 1450-1430 p.n.e. Jedne z pierwszych wzmianek dotyczą Attarissijasa, „człowieka z Ahhijawy”, który wypędził Madduwattasa, hetyckiego wasala z czasów panowania Tudhalijasa II, po czym podjął wyprawę na Cypr. Z ludem Ahhijawa współdziałał lud Lukka. Fakty te świadczą, iż Achajowie musieli w tym czasie stanowić znaczącą potęgę militarną, a z pewnością kontrolowali Milet i Rodos. Milet został na krótko odbity przez Mursilisa II, lecz wpadł ostatecznie w ręce Achajów jeszcze w trakcie jego panowania. W czasie jego rządów z terytorium państwa Ahhijawa, z Lesbos (hetycka Lazpa) wysłano do Hetytów posągi jakiegoś bóstwa dla uleczenia chorego władcy. Wkrótce Milet stał się bazą działań dla Pijamaradusa, zapewne wnuka ostatniego króla Arzawy. Działał on w zachodniej Azji Mniejszej, skąd najeżdżał wasali hetyckich, a w razie niepowodzenia uciekał za morze, na terytoria kontrolowane przez Achajów. Król hetycki Hattusilis III, chcąc temu zaradzić, wystosował do króla Ahhijawy pismo (znane jako List Tawagalawasa), w którym starał się skłonić go do odmówienia pomocy Pijamaradusowi. Adresata pisma Hattusilis tytułował „bratem”. 
Ostatni dokument hetycki mówiący o państwie Achajów datuje się na 1275-1250 p.n.e. Brak późniejszych świadectw pisanych spowodowany jest rozkładem tego państwa przez falę zniszczeń, jakie dotknęły je w XIII wieku p.n.e. Nie pozostało to bez śladu w innych dokumentach hetyckich. W traktacie Tudhalijasa IV wykaz wielkich królów nie wymienia króla Ahhijawy, a w jego liście do władcy Milawaty nie jest już wzmiankowany suweren adresata, którym był król Achajów.